# Амурский свиристель
Амурский свиристель, или японский свиристель (лат. Bombycilla japonica), — вид певчих птиц рода свиристелей отряда воробьинообразных.

## Описание
Длина тела составляет около 16 см, мельче обыкновенного свиристеля, отличается от него красными вершинами рулевых перьев и красным цветом на крыльях. Половой диморфизм не выражен.

## Распространение
Обитает в северо-восточной Азии. В России распространён в Приамурье и на севере Приморья. Зимует в Японии, Корее, на северо-востоке Китая.

## Питание
Питается, прежде всего, плодами и ягодами, весной также почками, а летом рацион дополняется насекомыми.

## Размножение
Гнездится в кедровых и лиственничных лесах. Спаривание происходит поздней зимой. Для откладывания яиц самка строит себе маленькое гнездо, которое чаще располагается на тонких внешних ветвях высоких деревьев. Оно набивается растительными волокнами. В кладке 2—7 серо-голубых яйца. Высиживание продолжается 12—16 дней. Выводковый период длится 16—25 дней, обе родительские птицы участвуют в выкармливании птенцов.